# ملینا مرکوری
ملینا مرکوری (به یونانی: Μελίνα Μερκούρη)، هنرپیشه، خواننده و سیاست‌مدار اهل یونان بود که به عنوان قهرمان ملی یونان شناخته می‌شود.

## زندگی
وی در ۱۸ اکتبرِ ۱۹۲۳ میلادی در آتن زاده شد. او از نوجوانی به میهن خود عشق می‌ورزید و با اینکه از زمان تحصیل در رشته هنر نمایش، با شوهرش در آمریکا زندگی می‌کرد بلافاصله پس از رویداد کودتای نظامی در یونان در ۲۱ آوریل ۱۹۶۷ و آغاز حکومت سرهنگ‌ها، فعالیت هنری خود را کنار گذارد و یک مبارز تمام وقت سیاسی ضد این حکومت غیردمکراتیک در سطح جهان شد و به مدت هفت سال شهر به شهر و کشور به کشور رفت و از یونانیان برون مرز، یونانی تبارها و جهانیان خواست که به بازگردانیدن دمکراسی به یونان که اندیشه آن از یونان باستان است کمک کنند. وی در جریان این مبارزه، در هر شهر و کشور ضمن برگزاری مصاحبه و جلسات سخنرانی، با گریه و اشک از مقامات محل و مردم می‌خواست که اجازه ندهند گهواره دمکراسی جهان و زادگاه فلسفه و حق در چنگ چند سرهنگ و نظامی فرومایه اسیر باشد. این مبارزات پیگیر «ملینا» سبب شد که حکومت سرهنگ‌ها تابعیت یونانی او را لغو و اموالش را مصادره کند و نقشه ترور او را بکشد. نقشه ترور به اجرا درآمد که برحسب اتفاق در یک قدمی مرگ زنده ماند. انتشار خبر این سوء قصد در رسانه‌ها، بر تنفر جهانیان از حکومت سرهنگ‌ها افزود. از لحظه لغو تابعیت یونانی ملینا که بلافاصله از سوی سازمان‌های جهانی محکوم و تقبیح شد، در هر نطقی شعار اول او این بود: «ملینا یونانی زاده شده است و یونانی هم خواهم مُرد».
در تاریخ دمکراسی و نیز دائرةالمعارف دمکراسی آمده است که «ملینا هفت سال آرام نگرفت و جهان را زیر پا گذارد تا دمکراسی و حکومتِ به ارادهِ مردم و رعایتِ حق به یونان بازگشت کند.». پس از بازگشت دمکراسی به یونان، ملینا از جانب حزب سوسیالیست این کشور نامزد نمایندگی پارلمان شد و انتخاب گردید. وی پس از هشت سال عضویت پارلمان تصدّی وزارت فرهنگ یونان را بر عهده گرفت و تلاش بسیار کرد که آتن به عنوان پایتخت فرهنگی اروپا شناخته شود.
ملینا سپس مبارزه وسیعی را برای بازگرداندن آثار باستانی؛ مجسمه‌ها، سنگ‌های مرمر یونان و… از موزه‌های سایر کشورها به ویژه انگلستان آغاز کرد و در جلسات یونسکو همه مساعی خود را بکاربُرد تا سرقت و تخریب و حتی بی اعتنایی به میراث فرهنگی یک ملت که هویت ملی است به عنوان جرم بین‌المللی درآید.
در دهم مارس سال ۱۹۹۴ در تشییع جنازه و مراسم تدفین ملینا مرکوری، وزیر فرهنگ یونان که از بیماری سرطان درگذشته بود بیش‌از یک میلیون یونانی شرکت کردند که با توجه به جمعیت شهر آتن رویدادی چشمگیر بود. این تشییع جنازه در ردیف رویدادهای تاریخی مهم اروپای قرن بیستم ثبت شده‌است.

این بیانات ملینا، نهایت میهندوستی او را ثابت می‌کند:
«من با هرگونه مجازات اعدام مخالف هستم، ولی اگر عضو هیئت منصفه دادگاهی باشم که یک غارتگر آثار باستانیِ میهن خود را محاکمه کند، که به خاطر پول، هویت ملی و میراث عمومی را به بیگانه فروخته یا از وطن خارج کرده باشد، دست روی قلبم می‌گذارم و نظر به اعدام او می‌دهم، زیرا فروش هویت میهن که به همه تعلق دارد و میراث عزیز و مشترکی است بزرگترین خیانت است و در این زمان نمی‌توان گفت که طمع یا بی سوادی، نادانی و نیاز مالی باعث این کار شده است. کسی که هویت وطن خود را بفروشد از ارتکاب به خیانت‌های دیگر باز نخواهد ایستاد؛ پس چه بهتر که زنده نباشد»

## فیلم‌شناسی
| سال  | فیلم                               | در نقش        | توضیحات |
| ---- | ---------------------------------- | ------------- | --- |
| ۱۹۵۵ | استلا                              | استلا         | نامزد - بهترین بازیگر نقش زن جشنواره فیلم کن نامزد-                                                                            |
| ۱۹۵۷ | او کسی که باید بمیرد               | کاترینا       | |
| ۱۹۵۸ | جیپسی و آقایان                     | بل            | |
| ۱۹۵۹ | قانون                              | دونا لوکرزیا  | |
| ۱۹۶۰ | یکشنبه‌ها هرگز                      | ایلیا         | برنده-بهترین بازیگر نقش زن جشنواره فیلم کن نامزدجایزه اسکار بهترین بازیگر نقش اول زن نامزد بهترین بازیگر زن خارجی جشنواره بفتا |
| ۱۹۶۱ | زنده باد هنری جهارم … زتده باد عشق | ماری دِ مدیسیس | |
| ۱۹۶۱ | آخرین قضاوت                        | بانوی خارجی   | |
| ۱۹۶۲ | فدرا                               | فدرا          | نامزد-بهترین بازیگر زن خارجی جشنواره بفتا نامزد - جایزه گلدن گلوب بهترین بازیگر زن فیلم درام                                   |
| ۱۹۶۳ | فاتحان                             | مگدا          | |
| ۱۹۶۴ | توپکاپی                            | الیزابت لیپ   | نامزد - جایزه گلدن گلوب بهترین بازیگر زن فیلم موزیکال یا کمدی                                                                  |
| ۱۹۶۵ | مانع نشده                          | جنی           | |
| ۱۹۶۶ | او که باید بمیرد                   | آورورا        | |
| ۱۹۶۶ | ده و نیم عصر تابستان               | ماریا         | |
| ۱۹۶۹ | شوخ و شنگ                          | لیل           | |
| ۱۹۷۰ | میعاد در سپیده دم                  | نینا کاکیو    | نامزد-جایزه گلدن گلوب بهترین بازیگر زن فیلم درام                                                                               |
| ۱۹۷۴ | تمرین                              | بل            | |
| ۱۹۷۵ | یک بار کافی نیست                   | کارلا         | |
| ۱۹۷۵ | Kipros                             | خودش          | |
| ۱۹۷۷ | عادت‌های نا مطبوع                   | خواهر گرترود  | |
| ۱۹۷۸ | رؤیای تند                          | مایا          | |
| ۱۹۸۱ | Gynaikes stin exoria               | راوی          | |